# Nicolas Jolyclerc
Nicolas Marie Thérèse Jolyclerc est un écrivain et un botaniste français, né en 1746 à Lyon et mort en 1817.

## Biographie
Il entre à quatorze ans chez les Bénédictins. Passionné par la botanique et contraint de ne pas quitter le couvent (il avait fait le mur[style à revoir] pour herboriser), il profite de la bibliothèque pour y étudier tous les ouvrages traitant de plantes.
Au moment de la Révolution, profitant de la sécularisation des couvents (février 1790), il quitte son couvent d'Ambronay. Prêtre constitutionnel en juillet 1790, il est nommé économe du Séminaire de Saint-Irénée, où son frère jumeau est supérieur. Rapidement il devient vicaire épiscopal de l'évêque constitutionnel de Rhône-et-Loire. Partisan de Joseph Chalier, après le siège de Lyon il se rapproche des envoyés de la Convention.  Il se marie à Lyon le 17 floréal de l'an II (6 mai 1794), peu après son frère, se déclarant botaniste. Les deux seront rendus à l'état laïque par le Saint-Siège en 1802.
Grâce à ses appuis politiques, notamment Jean-Antoine Chaptal, il devient professeur d’histoire naturelle à Tulle (1797-1801) puis à Beauvais (1802-1803). On raconte qu’ayant expliqué le rôle des fleurs dans la reproduction des plantes à un public de jeunes filles, il provoque le courroux des parents qui lui interdisent d’enseigner.
Il est notamment l’auteur de : Apologie des prêtres mariés, ou Abus du célibat prouvé aux prêtres catholiques par l'Évangile, par la raison et par les faits (Paris, 1797), Principes de la philosophie du botaniste, ou Dictionnaire interprète et raisonné des principaux préceptes et des termes que la botanique, la médecine, la physique, la chimie et l'agriculture ont consacrés à l'étude... des plantes (Paris, 1797), Phytologie universelle, ou Histoire naturelle et méthodique des plantes... (cinq volumes, Paris, 1798), Cours de minéralogie... (Paris, 1802), Dictionnaire raisonné et abrégé d'histoire naturelle (Paris, 1807).

Outre une nouvelle édition des Éléments de botanique de Joseph Pitton de Tournefort (1656-1708) en 1797, il est le premier traducteur du Système sexuel des végétaux de Carl von Linné (1707-1778) en 1798 (réédité en 1810) et de la Cryptogamie complète toujours de Linné.

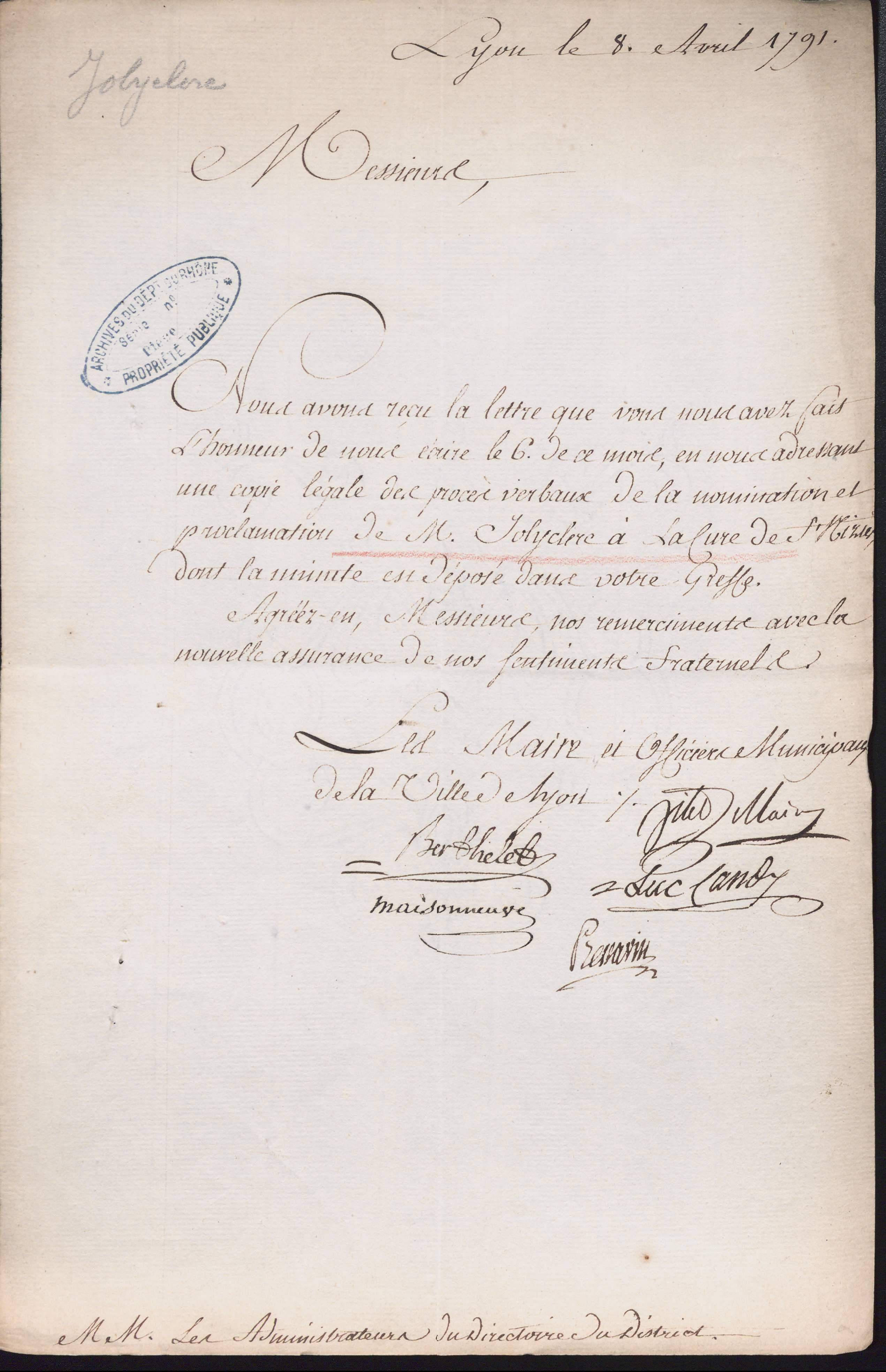
Proclamation de Jolyclerc à la cure de Saint Niziers.
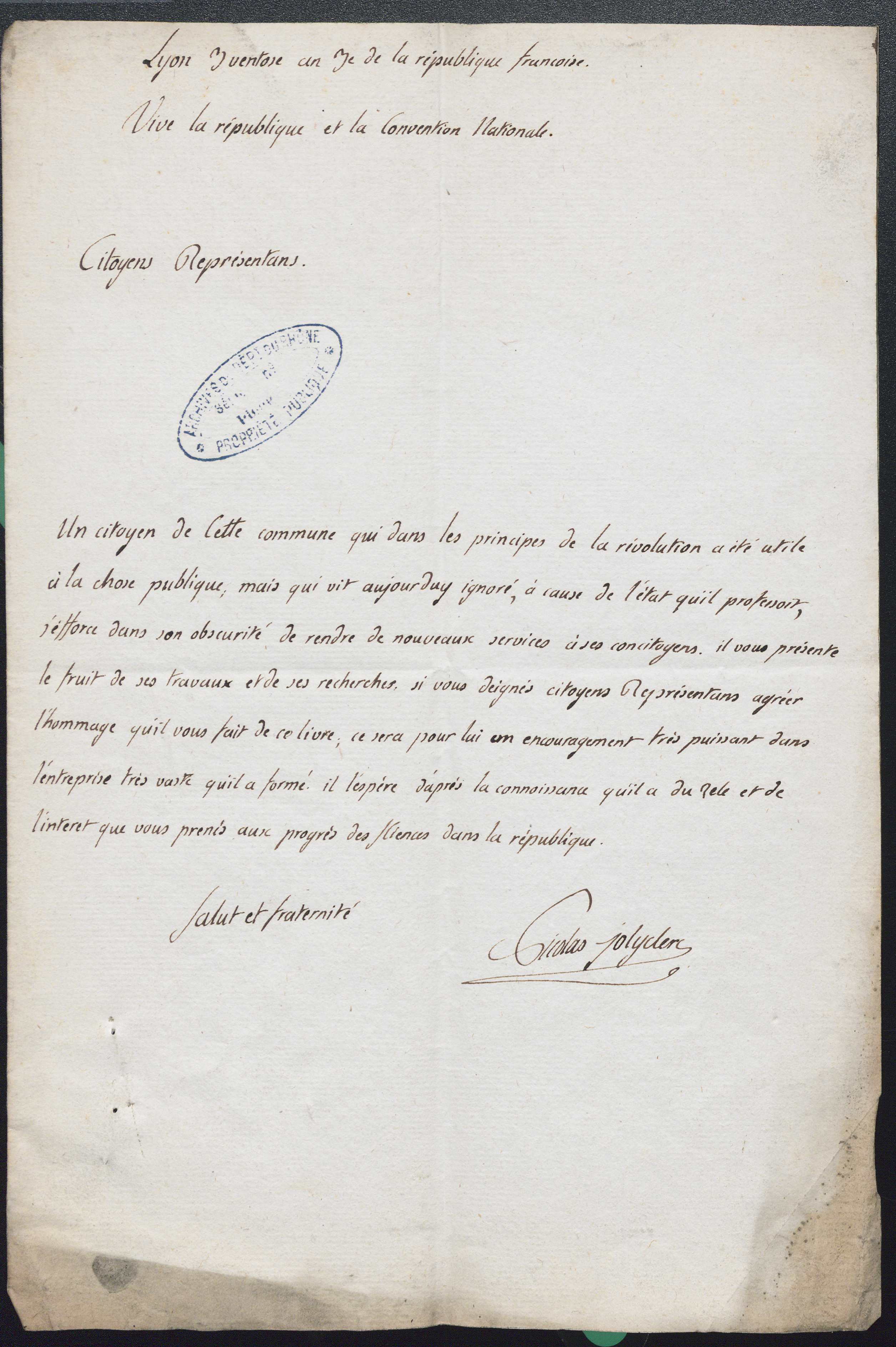
Demande de reconnaissance des travaux de Jolyclerc.
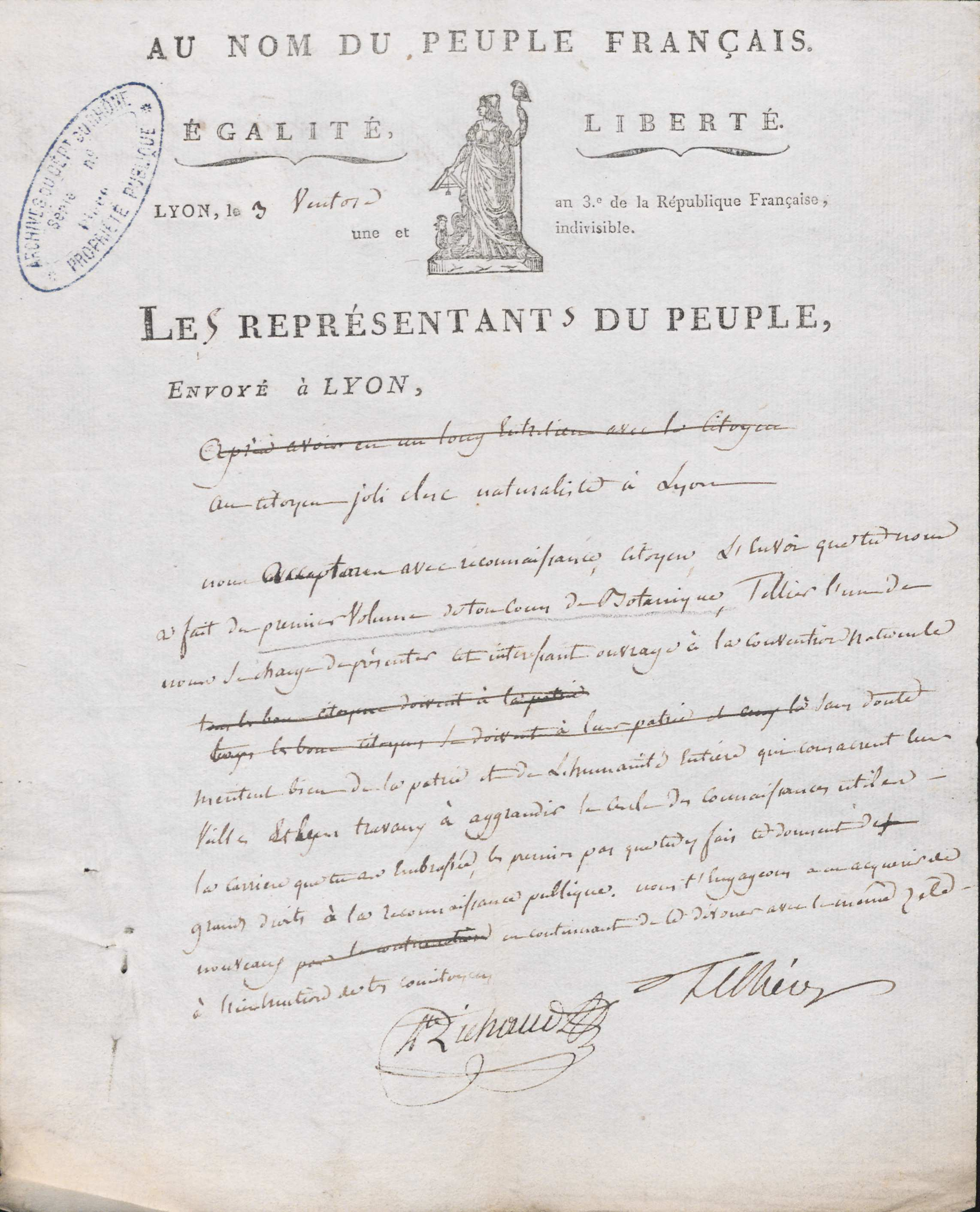
Reconnaissance des travaux de Jolyclerc.

## Sources
- Adrien Davy de Virville (dir.) (1955). Histoire de la botanique en France. SEDES (Paris) : 394 p.
- Pascal Duris (1993). Linné et la France (1780-1850). Librairie Droz (Genève), collection Histoire des idées et critique littéraire, no 318 : 281 p.